# Градець-Кралове (округ)
Гра́дець-Кра́лове (чеськ. Okres Hradec Králové) — адміністративно-територіальна одиниця в Краловоградецькому краї Чеської Республіки. Адміністративний центр — місто Градець-Кралове. Площа округу — 891,62 кв. км, населення становить 163 159 осіб.
До округу входить 104 муніципалітетів, з котрих 6 — міста.